# Fahrrad-Rad
Fahrrad-Rad (Roue de Bicyclette/Bicycle Wheel) ist das erste Readymade und kinetische Kunstobjekt von Marcel Duchamp aus dem Jahr 1913. Das Original landete auf dem Müll, so Duchamp, wurde jedoch mehrfach rekonstruiert. Die früheste, noch erhaltene Replik aus dem Jahr 1951 befindet sich in der Sidney and Harriet Janis Collection des Museum of Modern Art in New York.

## Beschreibung
Das Fahrrad-Rad besteht aus einem hölzernen, weiß lackierten Küchenhocker, auf dessen Sitzfläche die umgedrehte metallene, schwarz lackierte Vorderrad-Gabelscheide mit dem Speichenrad eines Fahrrades montiert ist. Die Maße des Originals sind unbekannt, die Replik aus dem Jahr 1951 misst 129,5 × 63,5 × 41,9 cm, weitere Nachbildungen weichen ab.
Duchamp selbst bezeichnete Roue de Bicyclette als „ein Objekt persönlicher Erbauung, das gadget für den Künstler in seinem Atelier.“ In einem 1960 geführten Interview mit dem Mailänder Galeristen und Kunsthistoriker Arturo Schwarz erklärte er:

“The Bicycle Wheel is my first Readymade, so much so that at first it wasn’t even called a ‘Readymade’. It still had little to do with the idea of the Readymade. Rather it had more to do with the idea of chance […] To set the wheel turning was very soothing, very comforting, a sort of opening of avenues on other things than material life of every day. I liked the idea of having a bicycle wheel in my studio. I enjoyed looking at it, just as I enjoyed looking at the flames dancing in a fireplace. It was like having a fireplace in my studio, the movement of the wheel reminded me of the movement of the flames.”

„Das Fahrrad-Rad ist mein erstes Readymade; so sehr, dass es zuerst gar nicht ‚Readymade‘ genannt wurde. Es hatte wenig mit der Idee des Readymades zu tun. Es hatte vielmehr mit der Idee der Chance zu tun. […] Das Rad zu drehen war sehr wohltuend, sehr beruhigend, eher eine Art Öffnung von Wegen zu anderen Dingen, als das materielle Leben jeden Tag. Mir gefiel die Idee, ein Fahrrad-Rad in meinem Atelier zu haben. Ich schaute gerne darauf, genauso wie ich es mag, die tanzenden Flammen in einem Kamin zu betrachten. Es war, als hätte ich einen Kamin in meinem Atelier, die Bewegungen des Rades erinnerten mich an die Bewegungen von Flammen“

## Geschichte
Das erste Fahrrad-Rad fertigte Duchamp 1913. Im selben Jahr entstanden erste Skizzen zu Readymades, wie Le Grand Verre, dem Großen Glas; zum Erratum Musical, dem ersten musikalischen Readymade, sowie zu Broyeuse de chocolat no 1, der Schokoladen-Mühle Nr. 1. Das erste Roue de Bicyclette ging vermutlich mit Beginn des Ersten Weltkrieges und Duchamps Umzug nach New York verloren. Der einzige Nachweis des Original-Rads ist eine Fotografie von Duchamps Atelier in Paris aus dem Entstehungsjahr. Dort steht das Hockerrad neben weiteren Objekten.  Der Duchamp-Biograf Calvin Tomkins indes meint, Duchamps Schwester Suzanne habe es als „nutzlosen Krempel“ erachtet und einfach auf den Müll geworfen, was Duchamp wiederum auf die Idee brachte, die Readymades nur in limitierter Zahl zu produzieren, da „der Geschmack der größte Feind der Kunst sei.“ Tatsächlich schuf Marcel Duchamp insgesamt nur etwa zwanzig Readymades.

### Readymades
“The curious thing about the Readymade is that I’ve never been able to arrive at a definition or explanation that fully satisfies me.”

Mit den Readymades erweiterte Duchamp die Collagetechnik der Kubisten ins Plastische und formulierte die bald darauf folgende Absurdität dadaistischer Ausdrucksformen vor, jedoch im Unterschied zu den Dadaisten „nicht vom Publikum abgewandt und mit Ironie“, so Calvin Tomkins. Das Fahrrad-Rad wird zwar häufig als „das erste Readymade“ bezeichnet, auch Duchamp sprach in einigen Interviews von „my first one“, es war jedoch nach Tomkins kein „visuell indifferentes Objekt“. Der Künstler hatte das Objekt in seinem Pariser Atelier weder mit einem Namen versehen, noch es überhaupt zum Kunstobjekt erhoben. Die Idee, Alltagsgegenstände zu Kunstobjekten zu erheben, arbeitete Duchamp erst ab 1915 in New York gezielt aus. Vermutlich dachte Duchamp, dem die Kommerzialisierung der Kunst widerstrebte, nicht einmal daran, das Fahrrad-Rad überhaupt zu verkaufen – ebenso wenig wie seine anderen Readymades Flaschentrockner von 1914; die signierte Schneeschaufel In advance of the broken arm von 1915 und das legendäre Urinal Fountain aus dem Jahr 1917.
Da das Fahrrad-Rad eine Kombination aus zwei Gegenständen ist, wird es manchmal als „assisted readymade“ (unterstütztes Readymade) bezeichnet. Tatsächlich sprach Duchamp bei späteren Readymades (nach Fountain) bei im Wesentlichen unveränderten Gegenständen nur von „Readymade“, während er mehrere zusammengesetzte oder bearbeitete Fundstücke als „assisted readymade“ bezeichnete; das Readymade L.H.O.O.Q.  ein zigfach reproduziertes Postkartenmotiv der Mona Lisa, das er um einen angemalten Bart ergänzte, nannte er überdies „rectified readymade“ (verbessertes Readymade). Francis M. Naumann unterscheidet im Glossar seines Buches Marcel Duchamp – The Art of Making Art in the Age of Mechanical Reproduction (1999) insgesamt sechs Typen: „assisted readymade, imitated rectified readymade, printed readymade, readymade (or ready-made), rectified readymade, semi-readymade“. Das Fahrrad-Rad gilt zugleich als erste bewegliche Plastik – Duchamp verwendete dafür den Begriff mobile – und als erstes Beispiel für Objektkunst.

## Repliken
1916 fertigte Duchamp für sich ein zweites Fahrrad-Rad, dessen Verbleib ebenfalls unbekannt ist. Eine erste von Duchamp datierte und signierte Replik – also die dritte authentifizierte Version – wurde 1951 anlässlich der Ausstellung Climax in XXth Century Art in der Galerie von Sidney Janis in New York präsentiert. Das Objekt wurde von Duchamp mit grüner Ölfarbe mit dem Schriftzug „Marcel Duchamp 1913 / 1959 [sic]“ signiert. 1961 wurde die Replik in der wegweisenden Ausstellung The Art of Assemblage im Museum of Modern Art gezeigt, wo es sich heute in der Sidney and Harriet Janis Collection befindet. Es existiert ein Foto von Duchamp, das von dem New Yorker Fotografen Marvin Lazarus während der Ausstellung durch die Speichen des Fahrrad-Rades hindurch aufgenommen wurde. Das zum musealen Ausstellungsstück erhobene Objekt wurde in der Zwischenzeit seiner Funktion als kinetische Skulptur beraubt, da das Drehen des Rades im Museum untersagt ist. Das Exponat wurde 2004 während der Ausstellung Das MoMA in Berlin gezeigt.
Für das Moderna Museet in Stockholm entstand 1960 eine 127 cm hohe Nachbildung mit der Inschrift „pour copie conforme Marcel Duchamp, Stockholm 1961“. Die Inschrift „pour copie conforme Marcel Duchamp“ trug auch eine weitere, 129 cm hohe Replik aus dem Jahr 1963, die sich im Besitz des englischen Künstlers Richard Hamilton in London befand. Das Objekt ging als Leihgabe während einer Ausstellung 1993 verloren.
1964 wurde Arturo Schwarz von der Galleria Schwarz in Mailand von Marcel Duchamp autorisiert, acht 126,5 cm hohe, möglichst originalgetreue Exemplare herzustellen, zu präsentieren und zu verkaufen, die unter der Sitzfläche von Duchamp mit schwarzer Tinte signiert und mit der Aufschrift „ROUE DE BICYCLETTE, 1913 / EDITION GALERIE SCHWARZ, MILAN“ gekennzeichnet sind. Die Objekte sind außerdem mit Kupferplatten mit der Inschrift „Marcel Duchamp 1964 1/8-8/8“ versehen.
Im Philadelphia Museum of Art, das die größte zusammenhängende Werksammlung von Marcel Duchamp besitzt, befindet sich eine weitere Nachbildung des Fahrrad-Rads.

## Abbildungen
1. ↑  Marcel Duchamps Atelier in Paris, Fotografie von 1913.
2. ↑  Marcel Duchamp: L.H.O.O.Q. Stift auf Postkarte, 19,7 × 12,4 cm, 1919, Reproduktionen im Centre Georges Pompidou, Philadelphia Museum of Art u. a.